# هنریک جانبک
هنریک جانبک (انگلیسی: Henrik Jonback؛ زادهٔ ۱۹۷۳ میلادی) موسیقی‌دان، تهیه‌کننده موسیقی و ترانه‌نویس اهل سوئد است.
او در طول حرفه خود با هنرمندانی از جمله بریتنی اسپیرز، مدونا، آویچی، مایک اسنو، کلیس، کایلی مینوگ، شوگابیبز و کریستینا میلان همکاری داشته‌است. او همچنین در تهیه تک‌آهنگ پر فروش سال ۲۰۰۴، «سمی» از بریتنی اسپیرز دخیل بوده‌است.